# Rentenindex
Ein Rentenindex ist ein Index, der im Rahmen der Marktanalyse der Messung der Marktentwicklung auf einem Rentenmarkt dient. Ein Anstieg des Rentenindex bedeutet, dass auf dem Rentenmarkt die Kurse gestiegen und folglich die Renditen bzw. die Zinsen gefallen sind. Die Teilmärkte, auf die sich ein Rentenindex bezieht, können nach Währungen, Risiken (z. B. Pfandbriefmarkt, Hochzinsmarkt, Staatsanleihenmarkt), Restlaufzeiten, Regionen und Emissionsvolumina beschränkt sein.

## Zusammensetzung
Damit das im Rentenfonds abgebildete Portfolio für den betrachteten Markt repräsentativ ist, ist es notwendig, bei der Auswahl der Papiere sowohl das Emittentenrisiko, als auch die jeweilige Restlaufzeit zu beachten. Um das Emittentenrisiko vergleichbar zu halten, behandeln die wichtigsten Rentenindizes ausschließlich Staatsanleihen. Die Restlaufzeiten (Duration) müssen die Situation des Marktes widerspiegeln. Bedingt durch den automatischen Rückgang der Laufzeit, ist es notwendig, die Indexzusammensetzung in relativ kurzen Abständen anzupassen.

## Verwendung
Rentenindizes dienen als Maßstab für die Entwicklung des Rentenmarktes (z. B. als Benchmark für Rentenfonds), als Kauf- oder Verkaufsentscheidung für Anleihen durch Anleger, als direkte Anlagestrategie für Rentenindexfonds sowie als Rechnungsgrundlage für die Zahlungsflüsse von Derivaten (insbesondere Optionsscheinen) und Zertifikaten.

## Wichtige Rentenindizes

### Deutscher Rentenmarkt

#### REX
Der seit Juni 1991 bestehende REX spiegelt den Markt für Bundesanleihen wider. Es gibt ihn in der Variante eines Preisindex, der nur die Kurse und nicht die Zinsen berücksichtigt, und in der Variante des Performanceindex REXP, der Zinserträge berücksichtigt und annimmt, dass sie wieder in die Papiere des Index fließen. Der REX ist ein synthetischer Index, da er auf der Wertentwicklung von fiktiven Anleihen basiert. Dazu wird mit einem Modell aus den Kursen der tatsächlich verfügbaren Anleihen eine Zinsstrukturkurve extrapoliert.

#### PEX
Der PEX (Hypothekenpfandbriefindex des Verbands deutscher Hypothekenbanken) spiegelt die Marktentwicklung der deutschen Pfandbriefe wider und wird in den unterschiedlichen Laufzeiten ermittelt.
Der BGH hat mit Urteil vom 30. November 2004 entschieden, dass bei Verwendung der Aktiv-Passiv-Methode für die Berechnung der Vorfälligkeitsentschädigung als Referenzzinssatz keine sog. „PEX-Renditen“ verwendet werden dürfen, denn diese stellen keine tatsächlich am Markt erzielten Renditen dar. Es handelt sich um reine Angebotsrenditen, die aber so niedrig sein können, dass Pfandbriefkäufer zu diesen Renditen keine Geschäfte abschließen möchten. Der Vorfälligkeitsschaden fällt unter diesen Renditen somit zu hoch aus. Stattdessen müssen die Wiederanlagerenditen der Kapitalmarktstatistik der Deutschen Bundesbank verwendet werden.

#### eb.rexx
Die Indexfamilie eb.rexx spiegelt den Markt für Bundesanleihen und Jumbo-Pfandbriefe wider. Im Gegensatz zum REX und zum PEX basiert er auf Körben von tatsächlich gehandelten Anleihen.

#### RDAX
Der RDAX war ein Index deutscher Unternehmensanleihen. Er wurde von Mai 2005 bis November 2014 täglich durch die Deutsche Börse ermittelt. Der RDAX wird aus in Euro denominierten Anleihen der 30 DAX-Unternehmen gebildet. Die Anleihen müssen ein Rating „Investment Grade“ (BBB- oder besser) und ein Volumen von mindestens 500 Mio. Euro aufweisen. Das Gewicht aller Anleihen eines einzelnen Emittenten im Index ist auf zwanzig Prozent beschränkt. Der Index startete am 9. Mai mit 89 Anleihen von 20 Unternehmen des Aktienindexes DAX. Er verfügt über eine historische Zeitreihe bis Januar 1999. Am 24. November 2014 stellte die Deutsche Börse die Berechnung und Verteilung der RDAX Indizes ein.

#### Sonstige
- Commerzbank-Rentenmarkt-Index
- FAZ-Rentenmarkt-Index

### Schweizer Rentenmarkt
- SBI

### Österreicher Rentenmarkt
- API
- PIA

### Internationale Rentenindizes
- JP Morgan Government Bond Index (für viele Länder)
- EMLE (Emerging Markets Liquid Eurobond Index, Schwellenländeranleihenindex der Deutschen Bank)
- iBoxx
- IFX-Cbonds (Russland)